# Mademoiselle Pagelle
Mademoiselle Pagelle, morte en 1774, est une marchande de modes, modiste et couturière française. 
Mademoiselle Pagelle est en faveur et devient une couturière très demandée dès le règne de Louis XV.
Elle jouit de la faveur de Madame du Barry, de Marie-Adélaïde de Bourbon, et de Louise-Élisabeth de Bourbon.  
Elle est la mentore de Rose Bertin.